# 布迪 (伊利諾伊州)
布迪（英語：Boody）是位於美國伊利諾伊州梅肯縣的一個人口普查指定地區。

## 地理
布迪的座標為39°45′59″N 89°02′57″W / 39.76639°N 89.04917°W，而該地最高點為海拔高度208米（即682英尺）。

## 人口
根據2010年美國人口普查的數據，布迪的面積為2.63平方千米，當中陸地面積為2.63平方千米，而水域面積為0.00平方千米。當地共有人口276人，而人口密度為每平方千米104.94人。